# Leben Jesu (Iffendic)

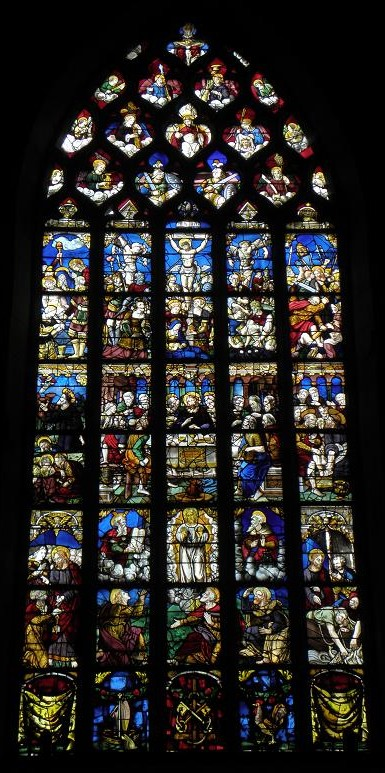
Fenster Leben Jesu in Iffendic

Das Fenster Leben Jesu in der katholischen Kirche St-Éloi in Iffendic, einer französischen Gemeinde im Département Ille-et-Vilaine in der Region Bretagne, wurde 1542 geschaffen. Das Bleiglasfenster wurde 1907 als Monument historique in die Liste der geschützten Objekte (Base Palissy) in Frankreich aufgenommen.
Das viergeteilte Fenster an zentraler Stelle im Chor stammt aus einer unbekannten Werkstatt. Es stellt das Leben Jesu in verschiedenen Szenen dar: Der wunderbare Fischfang, Jesus und Petrus (darüber die Jahreszahl 1542), Judas Kuss, Abendmahl Jesu, Kreuzigung, Grablegung und Auferstehung Jesu Christi als zentrales Motiv.
Das Fenster wurde von der Familie du Breil gestiftet.

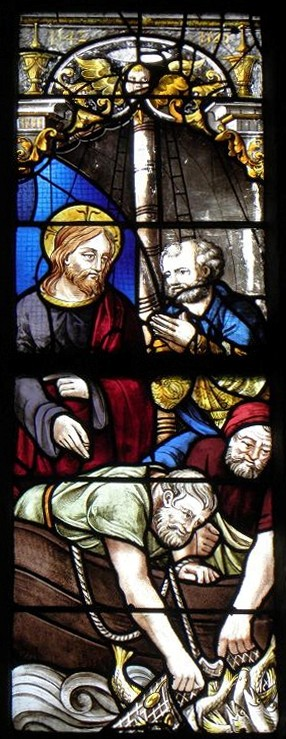
Der wunderbare Fischfang
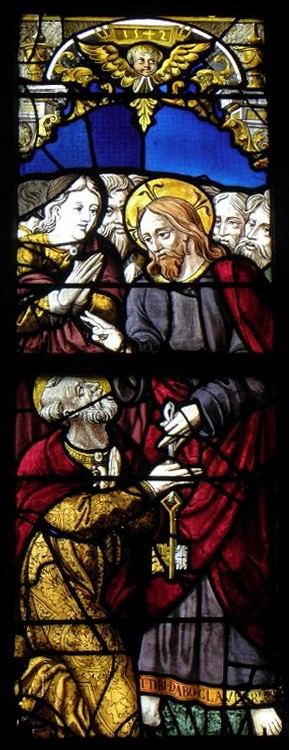
Jesus und Petrus mit Schlüssel
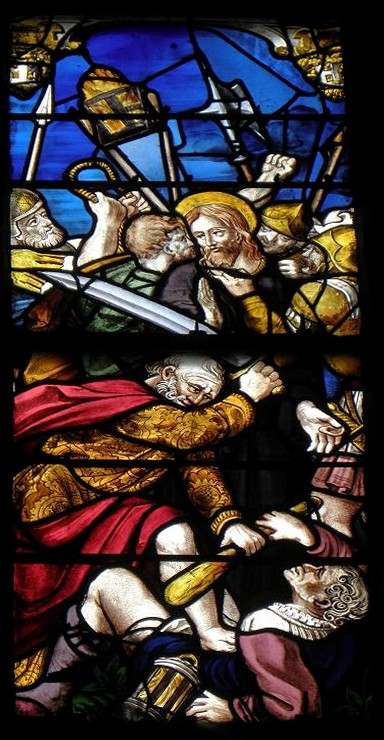
Judas Kuss
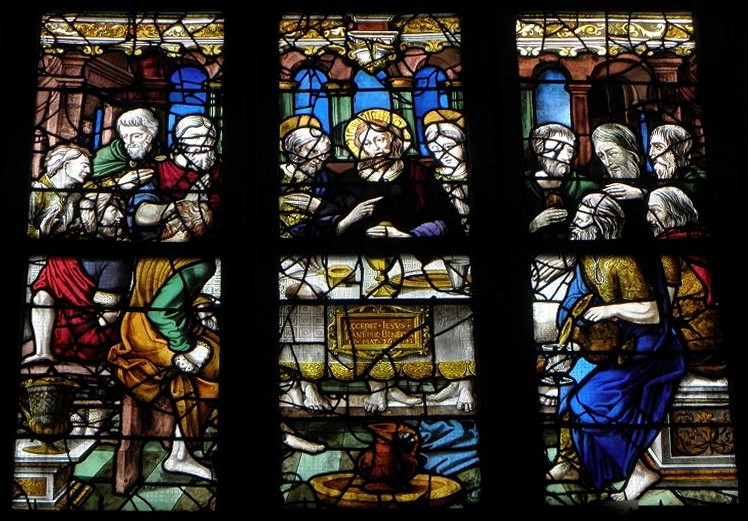
Abendmahl Jesu
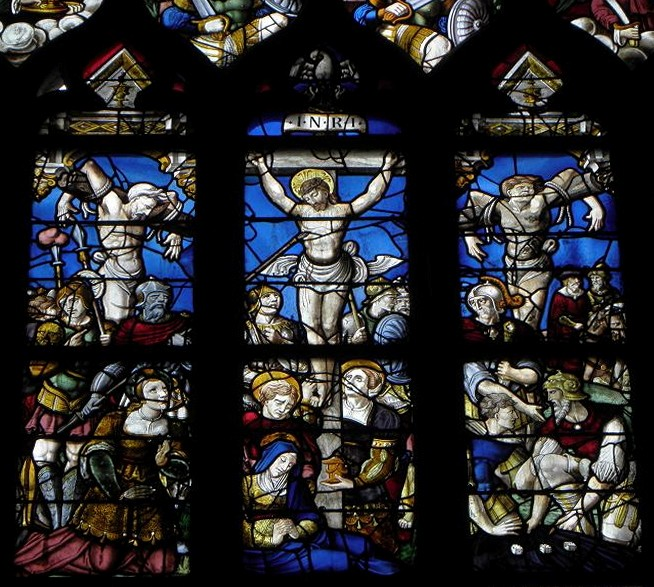
Kreuzigung
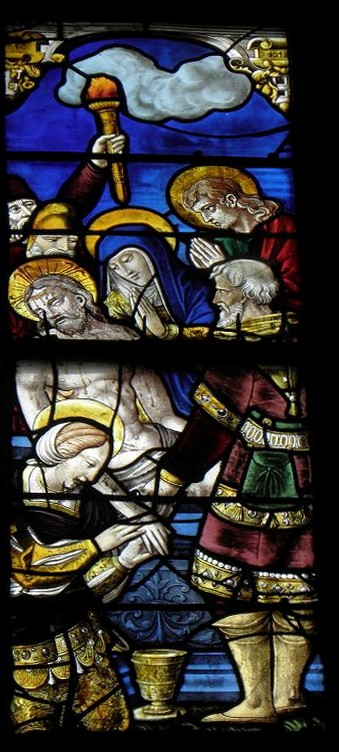
Grablegung
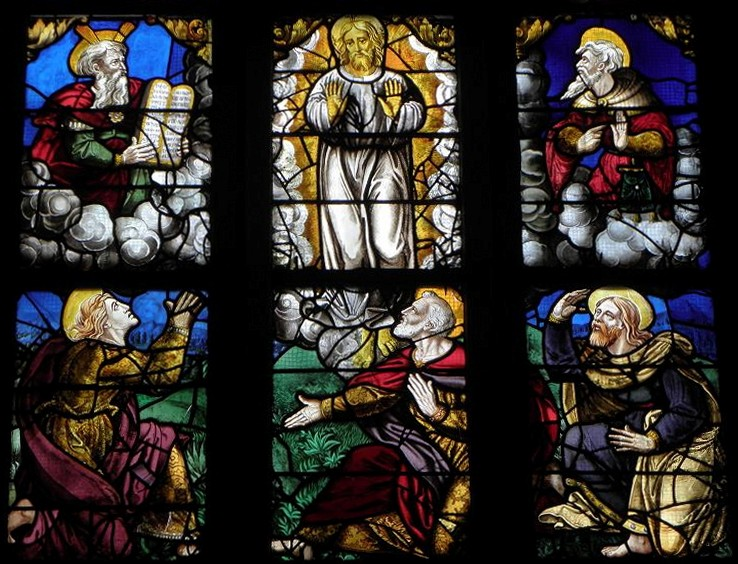
Auferstehung
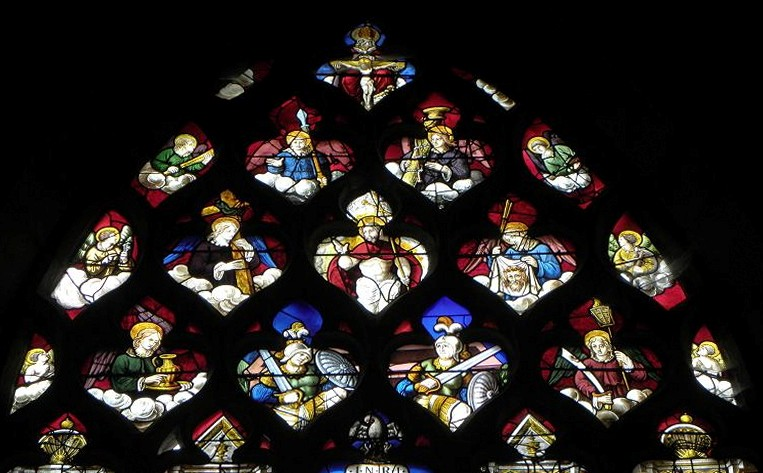
Im Maßwerk Gottvater, Heilige und Engel